# Hudi Konec
Hudi Konec je naselje v Občini Ribnica.